# Sohodol (okręg Hunedaora)
Sohodol – wieś w Rumunii, w okręgu Hunedoara, w gminie Lelese. W 2011 roku liczyła 25 mieszkańców.